# Didier Quillot
Didier Quillot, né le 18 mai 1959 à Mas-Grenier (Tarn-et-Garonne), est un homme d'affaires français. Ancien président du directoire de Lagardère Active, il est administrateur du fonds d'investissement 21 Centrale Partners, qui finance notamment Coyote. Il est nommé directeur général exécutif de la Ligue de football professionnel en mars 2016, jusqu'en septembre 2020 à la suite d'un accord commun de départ avec la LFP.

## Biographie
Né d'un père conducteur de travaux dans le BTP et d'une mère sans profession, Didier Quillot est titulaire d'un diplôme d'Ingénieur en électronique obtenu à l'INSA de Toulouse (1981) et diplômé de l'Institut d'administration des entreprises de Paris en management et finance internationale (1988).
En 1981, chez Thomson CSF, il occupe successivement des fonctions industrielles, de management, de marketing et de développement à l’international.
En 1989, il fait la rencontre d’André Rousselet, fondateur et patron de Canal +, qui le nomme à la tête de Tonna Electronique, filiale de Canal + et de La Générale des Eaux (devenue Vivendi). Il conduira le projet de restructuration de Tonna Electronique, en collaboration avec les collectivités territoriales avant d'intégrer le groupe France Télécom en 1994, en tant que directeur général de France Télécom Mobile Services. En 1995, il fait la rencontre de Michel Bon. En 2000, celui-ci, alors patron du groupe France Télécom, le nomme directeur général de Itinéris, puis président directeur général d’Orange France en 2001.
En 2002, à la suite de l’arrivée de Thierry Breton, nouveau président-directeur général de France Télécom, Didier Quillot devient membre du Comité Exécutif du groupe France Télécom, responsable de l’activité mobiles et de la direction commerciale en France. Il quitte le groupe en 2006, au moment de l'arrivée de Didier Lombard dans l'entreprise.
En septembre 2006, Arnaud Lagardère décide de réunir les activités Presse, Audiovisuel et Internet au sein de Lagardère Active et en confie la présidence à Didier Quillot,. Il va alors conduire des actions de transformation numérique, d'organisation et de rationalisation des coûts.
Dans le domaine du numérique, il procède à des acquisitions en France et à l'étranger telles que les groupes de presse Massin et Psychologies, Jumpstart, Digitalspy.co.uk (premier portail indépendant en Grande-Bretagne), Id Régie (régie publicitaire en ligne), Newsweb, éditeur de sports.fr, boursier.com, Nextedia (agence de conseil en publicité interactive) et Doctissimo (leader des sites féminins). Il accélère également la croissance organique du groupe en créant des sites internet, des applications et les premiers e-magazines sur tablettes. Le CA numérique passe de 0,5 % à 10 % du chiffre d'affaires total entre 2006 et 2010 et Lagardère Active totalise 50 millions de VU (s) (visiteurs uniques) dans le monde en 2010.
Il met finalement en place une organisation permettant de rationaliser les coûts en particulier dans le domaine de la presse. Il élabore alors un plan de relance éditoriale pour les actifs audiovisuels de Lagardère (Europe 1, Virgin Radio, Gulli) et réalise l'intégration des filiales de production du groupe au sein de Lagardère Entertainment.
En novembre 2011, Didier Quillot conduit la cession de la Presse Magazine Internationale à l'éditeur américain Hearst. Après avoir achevé les actions de restructuration de sa branche, il quitte le groupe Lagardère Active en 2012 et rejoint le Fonds d'Investissements 21 Centrale Partners, un fonds d'investissements de la famille Benetton.
Il prend la présidence de Coyote System, l'un des principaux actifs de ce fonds d'investissements et réalise la transformation du modèle économique et technologique de la société ainsi que son développement International en Europe de l'Ouest.
Fin 2014, Didier Quillot conduit l'opération de rachat de Coyote System par son fondateur, Fabien Pierlot, et reprend son rôle d'Administrateur du Fonds d'Investissements.
Le 26 mars 2015, il officialise sa candidature à la présidence de France Télévisions. Mais, le 24 avril, c'est Delphine Ernotte qui est nommée. Le 2 juin 2015, il dépose une plainte pour abus d'autorité concernant les conditions de la nomination par le CSA de Delphine Ernotte.
En mars 2016, par 10 voix contre 9 il succède à Jean-Pierre Hugues au poste de directeur général de la Ligue de football professionnel (LFP). Son principal fait d'armes est l'appel d'offres des droits TV de la Ligue 1, pour la période 2020-2024, qui pulvérise tous les records, avec 1,153 milliards par saison, grâce à l'arrivée du groupe Mediapro.
Alors que la crise de la Covid-19 bat son plein, il décide d'arrêter les championnats de Ligue 1 et de Ligue 2. Il met ainsi fin à la saison 2019-2020, malgré des décisions contraires dans tous les autres pays européens.
Il quitte ses fonctions le 10 septembre 2020 à la suite de l'élection de Vincent Labrune à la présidence de la LFP. Il quitte la LFP avec un chèque de 1,59 million d'euros. Au cours de ses 4 ans à la direction générale exécutive, il perçoit une rémunération totale de près de 4 millions d'euros.
Le 12 décembre 2020, Didier Quillot indique vouloir restituer les 500 000 euros de bonus perçus au titre de la négociation des droits télévisés de la Ligue 1 en 2019 après le défaut de paiement puis le désengagement de Mediapro, le gagnant de l'appel d'offre.
En juillet 2022, il est impliqué dans un projet ayant pour objectif d'augmenter le budget de l'équipe cycliste B&B Hotels-KTM avec la ville de Paris. Il entre ensuite dans le nouveau conseil d'administration créé à cette occasion. Finalement, cela s'avère être un échec car l'équipe menacée de disparition au début de mois de décembre, cesse ses activités quelques jours plus tard.

### Vie privée
Il est père de deux filles.

## Autres mandats
Il a été membre du conseil d'administration de la Ligue de football professionnel jusqu'en 2016 et président non exécutif de FPS Tower.

## Distinctions
- Chevalier de l’ordre national du Mérite en 2004.
- Chevalier de la Légion d’honneur par décret du président de la République du 10 avril 2009 (publié au JO du 12), sur proposition de Christine Albanel, ministre de la Culture et de la Communication[36].
- Membre du Siècle[37].
- Président de l’European Business Group (EBG)[38].